# 石云里
石云里（1964年10月—），男，汉族，安徽金寨人，中共党员，中国科技史学家，中国科学技术大学教授。

## 生平
1985年7月毕业于安徽师范大学物理系，获理学学士学位。1988年9月毕业于中国科学技术大学自然科学史研究室，获理学硕士学位，并留校任教，历任助教、讲师、副教授、教授、博士生导师。1998年6月于自然科学史研究室获博士学位。1998年9月至1999年8月，在哈佛大学科学史系从事博士后研究。2001年9月至2003年8月，在麻省理工学院迪波纳科技史研究所作博士后研究。2005年9月至2007年3月，在德国图宾根大学中国与韩国研究所任客座教授。2010年任中国科学技术大学科技史与科技考古系执行主任。

## 学术兼职
国际天文学联合会历史仪器工作组主席，国际天文学联合会天文学与世界遗产工作组成员，国际东亚科学、技术与医学史学会副主席（2011-2015），教育部全国高等学校历史学类专业教学指导委员会委员，中国科学技术史学会副理事长。